# マキ上田
マキ上田（マキうえだ、1959年3月8日 - ）は、元女子プロレスラー。本名：上田 真基子（うえだ まきこ）。ジャッキー佐藤とのタッグ「ビューティ・ペア」で一世を風靡した。

## 経歴
三人姉妹の長女。兄が1人居たが、マキが生まれる前に肺炎により死去。
鳥取県立鳥取農業高等学校（2001年に鳥取県立鳥取湖陵高等学校に統合）を1年で中退して全日本女子プロレスに入門し、1975年3月19日デビュー。デビュー戦は後にビューティ・ペアのパートナーとなるジャッキー佐藤よりわずかに早い。
ジャッキーとビューティ・ペアを結成して、結成初戦の1976年2月24日にWWWA世界タッグ王座決定戦で、シルビア・ハックニー&ソニア・オリアーナペアに勝利し、同王座を獲得する。また、ビューティ・ペアは歌手として『かけめぐる青春』をレコード80万枚売り上げ、その後『真赤な青春』『バンババン』『青春にバラはいらない』などの曲が大ヒットするアイドル的存在で、試合の観客席が常にファンの女の子たちで満員になり、試合前のリングで歌を披露する際はリング上が紙テープや紙吹雪でいっぱいになるなど、熱狂的な人気を得た。
同年の1976年6月8日、ジャンボ宮本からWWWA世界シングル王座を地元鳥取で獲得。11月30日に赤城マリ子に王座を奪われるものの、翌1977年7月29日に赤城から王座を奪回。11月1日にはマキが持つWWWA世界シングル王座にジャッキーが挑戦。この試合はビューティ・ペア同士の対決として注目され、互いに譲らず60分時間切れ、判定でタイトルを失う。
1978年8月9日にチャベラ・ロメロからハワイアンパシフィック王座（後にオールパシフィック王座に改称）を獲得。これにより、WWWAの主要3タイトル（WWWA世界シングル王座、WWWA世界タッグ王座、オールパシフィック王座）を全て獲得した初めての選手となる。
1979年2月27日の日本武道館大会では「敗者引退」という過酷なルールでジャッキーと再対決し、48分7秒エビ固めで敗れ引退。オールパシフィック王座を返上、ビューティ・ペアにも終止符が打たれた。マキ上田は当時19歳だった。
この試合は、マキが当時の全日本女子プロレスの社長・松永に自身の引退とビューティ・ペア解散の話を持ちかけたところ、「戦って負けた方が引退」と言われてやったものであり、マキには最初から勝つ気はなかった。一方、約2か月前の1月4日に行われた試合開催発表までジャッキーはそれらについてはまったく知らされていなかった。

### 引退後
引退後の一時期は女優として活動し、『ザ・スーパーガール』（東京12チャンネル）のゲスト出演で女優デビューした後、特撮ヒーロー番組『バトルフィーバーJ』にスーパー戦隊シリーズとしては最初の悪役女性幹部・サロメ役で出演。また、歌手としてもシングルレコード「インベーダーWALK」をリリースしている。
その後、鳥取市内でスナック「マキの店」を経営していた。
1999年8月9日、ジャッキー佐藤が胃癌により41歳で死去した。ジャッキーは最期まで病名をマキには教えていなかったという。ジャッキーの訃報に接し、マキは「いつまでもライバルとして見ていてくれたことがとても嬉しい」と、込み上げる悲しみを抑えるようにコメントした。
48歳の時、ファンの一般男性と結婚。2023年現在は夫が経営する東京都浅草の釜飯店「田毎」を女将として支えている。

## タイトル歴
- WWWA世界シングル王座：2回
- WWWA世界タッグ王座：2回
- オールパシフィック王座：1回

## メディア出演

### テレビ
- 夜明けの刑事』 第107話「女子プロレスラー奮戦す」（1977年、TBS / 大映テレビ）
- 『ビューティペア!怪人二十面相と世紀の対決』（1977年4月1日、フジテレビ） - 大映テレビ作品『怪人二十面相』の特別版として放送。
- 『スターどっきり㊙報告』（1976年、フジテレビ） - リングでデビュー曲『かけめぐる青春』の披露時に、曲をすり替えるドッキリを放送。
- 『第28回NHK紅白歌合戦』（1977年12月31日、NHK総合テレビ） - 紅組の応援役で出演。
- 『新春スターかくし芸大会』（1978年1月2日、フジテレビ / 渡辺プロダクション） - 西軍の出し物『英語劇 銭形平次』に出演。
- 『オールスター春の祭典』（1978年4月3日、フジテレビ） - 『女子プロレス 真赤な青春』チームで出場。
- 『激突!五種競技 ビューティ・ペアVSニューヤンキース』（1978年6月30日、『土曜グランドスペシャル』、フジテレビ）
- ザ・スーパーガール 第6話「狙われたリングの女王」（1979年、東京12チャンネル） - 浅川美行
- バトルフィーバーJ（1979年 - 1980年、テレビ朝日） - 女幹部サロメ
- フジテレビの日(1996年8月8日、フジテレビ)
- 全日本女子プロレス殿堂入り式典(1998年、フジテレビ)

### 映画
- ビューティ・ペア 真赤な青春（1977年）
- 仮面ライダースーパー1（1981年） - 鷹爪火見子（サタンホーク）

### レコード
- インベーダーWALK / あいつはインベーダー（1979年、ミノルフォンレコード、KA-1168） - スペースインベーダーを題材とした楽曲